# Acrocephalus longirostris
El carricero de Moorea (Acrocephalus longirostris) es una especie probablemente extinta de ave paseriforme de la familia Acrocephalidae endémica de la isla de Moorea, en las islas de la Sociedad. 

## Taxonomía
Anteriormente se clasificaba en la familia Sylviidae, hasta que esta se escindió en varias familias. Anteriormente se consideraba que el carricero de Moorea era una subespecie del carricero de Tahití, pero en la actualidad se consideran especies separadas.